# Daleho Irandust
Daleho Irandust, né le 4 juin 1998 à Göteborg en Suède, est un footballeur international syrien qui évolue au poste de milieu offensif à l'IF Brommapojkarna.

## Biographie

### BK Häcken
Né à Göteborg en Suède, Daleho Irandust est formé par l'un des clubs de sa ville natale, le GAIS. Il rejoint ensuite le BK Häcken, autre club basé à Göteborg. Le 24 août 2016, il fait ses débuts en professionnel, à l'occasion d'une rencontre de Svenska Cupen contre le modeste club du Växjö BK (en). Entré en jeu en fin de partie, Irandust se fait remarquer en inscrivant un doublé et en délivrant une passe décisive, contribuant à la large victoire de son équipe ce jour-là (1-11). 
Il joue son premier match en Allsvenskan le 9 avril 2017, contre le Djurgårdens IF (0-0). Cette saison-là, il inscrit deux buts en Allsvenskan. La saison suivante, il inscrit quatre buts dans ce championnat.
En octobre 2020 il se blesse à la hanche et est absent pour plusieurs mois. En janvier 2021 il est proche de rejoindre le Toulouse FC mais le transfert est avorté en raison de cette blessure qui le tient éloigné des terrains depuis plusieurs mois,. 
Après une intervention chirurgicale et une absence longue de plus de six mois, Irandust fait son retour à la compétition le 23 mai 2021, lors d'une rencontre de championnat face au Varbergs BoIS. Il entre en jeu à la place d'Alexander Jeremejeff lors de cette rencontre remportée par son équipe (3-1 score final). 

### FC Groningue
Le 31 août 2021, Daleho Irandust s'engage en faveur du club néerlandais du FC Groningue. Il signe un contrat de cinq ans et décide de prendre le numéro 10, laissé libre après le départ d'Arjen Robben,,.
Il joue son premier match sous ses nouvelles couleurs le 12 septembre 2021 face au SC Heerenveen, en championnat. Il entre en jeu et les deux équipes se séparent sur un score nul de un partout. Le 27 octobre 2021, Irandust inscrit son premier but sous ses nouvelles couleurs, lors d'une rencontre de coupe des Pays-Bas face au Helmond Sport. Titulaire, il délivre une passe décisive pour Romano Postema sur l'ouverture du score avant de marquer deux minutes plus tard. Son équipe s'impose ce jour-là par quatre buts à zéro.

### IF Brommapojkarna
Le 27 février 2024, Daleho Irandust fait son retour en Suède en s'engageant avec l'IF Brommapojkarna. Il signe un contrat de deux ans, soit jusqu'en décembre 2025.
Irandust inscrit son premier but pour le club le 15 avril 2024 face au BK Häcken. Titularisé, il voit son équipe s'incliner malgré son but (4-3 score final).

### En sélection
Daleho Irandust est né en Suède mais sa famille est originaire d'Iran et de Syrie, ce qui le rend éligible pour jouer pour l'un de ces trois pays en sélection,.
Avec les moins de 20 ans, il inscrit un but lors d'un match amical contre le Danemark, le 4 octobre 2017 (victoire 3-2).
Avec les espoirs, il délivre une passe décisive contre Malte le 7 juin 2018. Cette rencontre gagnée sur le large score de 4-0 rentre dans le cadre des éliminatoires de l'Euro espoirs 2019.
Daleho Irandust honore sa première sélection avec l'équipe nationale de Suède le 8 janvier 2019, en amical face à la Finlande. Cette rencontre est perdue par les Suédois sur le score de un but à zéro.
N'ayant joué pour la Suède que lors de matchs amicaux, Irandust décide de changer de sélection en 2024 afin de représenter la Syrie. Il est convoqué pour la première fois avec l'équipe nationale de Syrie en mars 2024.